# Fregata
Les fregates són una família d'ocells marins anomenats fregàtids (Fregatidae) que es troben a tots els oceans tropicals i subtropicals. Les cinc espècies existents es classifiquen en un sol gènere, Fregata. Tenen un plomatge predominantment negre, cues llargues i profundament bifurcades i becs llargs amb forma de ganxo. Les femelles tenen el ventre blanc i els mascles tenen un sac gular vermell distintiu, que s'infla durant l'època de reproducció per atreure les femelles. Tenen ales llargues i punxegudes i poden arribar fins a 2,3 metres, la proporció més gran de superfície alar i pes corporal de qualsevol ocell.
Són capaces de volar durant setmanes amb els corrents del vent, les fregates passen la major part del dia en vol buscant menjar i a la nit descansen als arbres o als penya-segats. Les seves preses principals són els peixos i els calamars que són capturats després de perseguits fins a la superfície de l'aigua per grans depredadors com la tonyina. Les fregates es coneixen com a cleptoparàsits, ja que de tant en tant roben el menjar d'altres ocells marins i se sap que fins i tot arrabassen els pollets d'ocells marins del niu. Són ocells monògams estacionalment i nien colonialment. Construeixen nius aspres en arbres baixos o a terra en illes remotes. Cada època de cria ponen un sol ou. La durada de la cura parental és una de les més llargues de totes les espècies d'ocells, ja que les fregates només poden reproduir-se cada dos anys.
Els fregàtids són un tàxon germà dels suliformes que agrupa en corbs marins, anhingues i mascarells (morus i sula). Tres de les cinc espècies de fregates existents estan molt esteses (la magnífica, la gran i la petita), mentre que dues estan en perill d'extinció (les fregates de Christmas i de l'Ascensió) i restringeixen el seu hàbitat de reproducció a una petita illa cadascuna. Els fòssils més antics daten de l'Eocè primerenc, fa uns cinquanta milions d'anys. Classificades en el gènere Limnofregata, les tres espècies tenien becs més curts, amb menys forma de ganxos i potes més llargues, i vivien en un ambient d'aigua dolça.

## Taxonomia

### Etimologia
El terme Frigate Bird va ser utilitzat l'any 1738 pel naturalista i il·lustrador anglès Eleazar Albin a la seva Història natural dels ocells. El llibre incloïa una il·lustració de l'ocell mascle que mostra el sac gular vermell. Igual que el nom del gènere, el terme anglès deriva del nom dels mariners francesos per a l'ocell la frégate —una fregata o vaixell de guerra ràpid. L'etimologia va ser esmentada pel naturalista francès Jean-Baptiste Du Tertre quan va descriure l'ocell el 1667.
Cristòfor Colom es va trobar amb fregates quan va passar per les illes de Cap Verd en el seu primer viatge a través de l'Atlàntic el 1492. A la seva entrada de diari del 29 de setembre va utilitzar la paraula rabiforçado («cuaforcada»). Al Carib, els mariners anglesos els anomenaven Man-of-War birds («ocells de l'home de guerra»). Aquest nom va ser utilitzat per l'explorador anglès William Dampier al seu llibre An Account of a New Voyage Around the Worldpublicat el 1697:
| « | L'home de guerra (com l'anomenen els anglesos) té la mida i la forma semblant a la d'un estel, tanmateix, és de color negre i té el coll vermell. S'alimenta de peixos, però mai se submergeix a l'aigua. S'enlaira com un estel i, quan veu la seva presa, vola avall cap a la superfície de l'aigua, en treu ràpidament la presa amb el seu bec i immediatament torna a enlairar-se amb la mateixa rapidesa; mai toca l'Aigua amb el bec. Les seves ales són molt llargues, els seus peus són com els d'altres ocells terrestres. Nien sobre els arbres si en troben o volen cap a terra si fa falta. | » |

## Classificació
Les fregates van ser agrupades amb els corbs marins, i mascarells (morus i sula) així com pelicans del gènere Pelecanusper Linné el 1758 en la desena edició de la seva Systema Naturae. Va descriure les característiques distintives com un bec recte amb forma de ganxo a la punta, orificis nasals lineals, una cara nua i peus totalment palmejats. El gènere Fregatava ser introduït pel naturalista francès Bernard Germain de Lacépède l'any 1799. l'espècie tipus va ser designada com a fregata de l'Ascensió pel zoòleg francès François Marie Daudin el 1802. Louis Jean Pierre Vieillot va descriure el nom del gènere Tachypetes el 1816 per a la fregata gran. El nom del gènere Atagen havia estat encunyat pel naturalista alemany Paul Möhring el 1752, encara que no té validesa, ja que és anterior a l'inici oficial de la taxonomia de Linné.
El 1874, el zoòleg anglès Alfred Henry Garrod va publicar un estudi on havia examinat diversos grups d'ocells i va registrar quins músculs d'un grup seleccionat de cinc posseïen o no. Observant que els patrons musculars eren diferents entre els esteganòpodes (pelecaniformes clàssics), va resoldre que hi havia llinatges divergents al grup que haurien d'estar en famílies separades, incloses les fragates de la seva pròpia família Fregatidae. Urless N. Lanham va observar l'any 1947 que les fragates tenien algunes característiques esquelètiques més comunes amb els Procel·lariformesque amb els Pelecaniformes, tot i que va concloure que encara pertanyien a aquest darrer grup (com a subordre Fregatae), encara que com una branca primerenca. Martyn Kennedy i els seus col·legues van derivar un cladograma basat en les característiques de comportament dels Pelecaniformes tradicionals, calculant que les fregates eren més divergents que els pelicans d'un grup bàsic d'anhingues, mascarells i corbs marí, i els ocells tropicals, el llinatge més llunyà. La classificació d'aquest grup com els Pelecaniformes tradicionals, units per peus totipalmats (amb els quatre dits units per cinturons) i la presència d'un sac gular, va persistir fins a principis dels anys noranta. Els estudis d'hibridació ADN-ADN de Charles Sibley i Jon Edward Ahlquist van col·locar les fragates en un llinatge amb pingüins, calàbries, petrells i albatros. Estudis genètics posteriors situen les fregates com un grup germà del grup Suloidea, que inclou els mascarells (morus i sula), els corbs marins i els anhingues. L'anàlisi microscòpica de l'estructura de la closca d'ou realitzada per Konstantin Mikhailov l'any 1995 va trobar que les closques d'ou de les fragates s'assemblaven a les d'altres Pelecaniformes perquè tenien una coberta de material microglobular gruixut sobre les closques cristal·lines.
Els estudis moleculars han demostrat constantment que els pelicans, la família homònima dels Pelecaniformes, en realitat estan més estretament relacionats amb les garses, els ibis i els becplaners, l'ocell martell i el bec d'esclop que amb la resta d'espècies. En reconeixement d'això, l'ordre que comprenia les fregates i Suloidea va ser rebatejat com a Suliformes el 2010.
L'any 1994, el nom de família Fregatidae, citat tal com van descriure l'any 1867 pels naturalistes francesos Côme-Damien Degland i Zéphirin Gerbe, es va conservar sota l'article 40(b) del Codi Internacional de Nomenclatura Zoològica amb preferència a la descripció de 1840 de Tachypetidae de Johann Friedrich von Brandt. Això fou perquè els noms de gènere Atagen i Tachypetes havien estat sinonimitzats amb Fregata abans de 1961, donant lloc a l'alineació dels noms de família i de gènere.

### Evidències fòssils

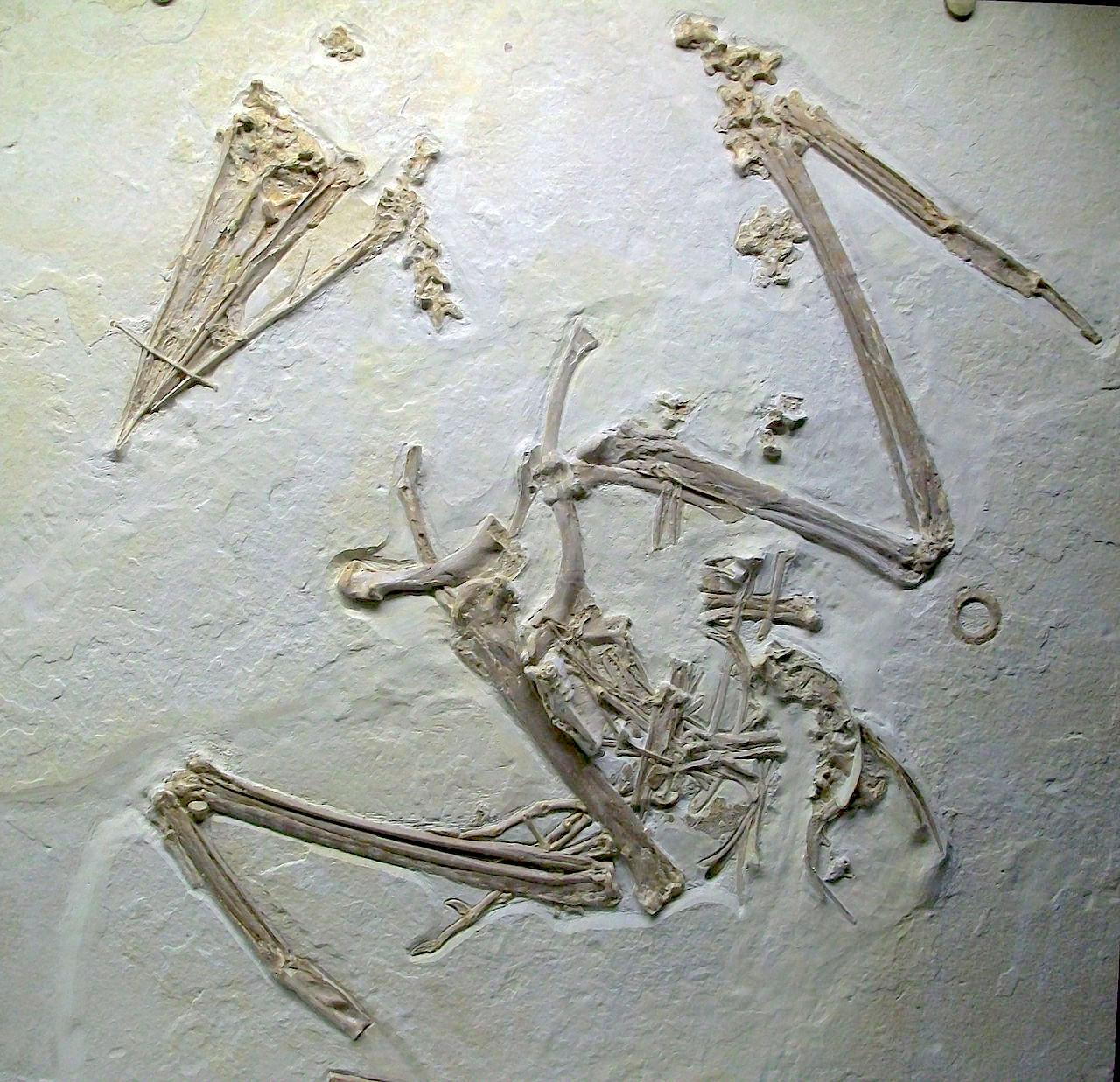
Fòssil de l'espècie Limnofregata azygosternon de l'Eocè

El gènere de fregates de l'Eocè Limnofregata comprèn ocells les restes fòssils dels quals es van recuperar d'ambients d'aigua dolça prehistòrics, a diferència de les preferències marines dels seus parents actuals. Tenien becs més curts, amb menys forma de ganxos i potes més llargues, i obertures nasals més llargues. S'han descrit tres espècies a partir dels dipòsits fòssils a l'oest dels Estats Units, dues— L. azygosternon i L. hasegawai —de la Formació Green River (entre 48 i 52 milions d'anys) i una— L. hutchisoni —de la Formació Wasatch (entre 53 i 55 milions d'anys). S'ha recuperat material fòssil indistingible d'espècies vives que daten del Plistocè i l'Holocè a l'illa de l'Ascensió (per a F. aquila), a l'illa de Santa Helena, tant al sud de l'oceà Atlàntic, com també de diverses illes de l'oceà Pacífic (per a F. menor i F. ariel).
Un estudi cladístic de la morfologia esquelètica i òssia dels Pelecaniformes clàssics i parents va trobar que les fregates formaven un clade amb Limnofregata. Els ocells dels dos gèneres tenen 15 vèrtebres cervicals, a diferència de gairebé tots els altres Ciconiformes, Suliformes i Pelecaniformes, que en tenen 17. L'edat de Limnofregata indica que aquests llinatges s'havien separat per l'Eocè.

### Espècies vives i classificació infragenèrica
L'espècie tipus del gènere és la fregata de l'Ascensió (Fregata aquila). Durant molts anys, el consens va ser reconèixer només dues espècies de fregata, amb ocells més grans com F. aquila i més petits com F. ariel. El 1914 l'ornitòleg australià Gregory Mathews va delimitar cinc espècies, que encara són vàlides. L'anàlisi de l'ADN ribosòmic i mitocondrial va indicar que les cinc espècies havien divergit d'un avantpassat comú fa tan sols 1,5 milions d'anys. Hi ha dues parelles d'espècies, la fregata gran (Fregata minor) i la de Christmas (Fregata andrewsi), i la fregata magnífica (Fregata magnificens) i de l'Ascensió(Fregata aquila), mentre que la cinquena espècie, la fregata petita (Fregata ariel), és una branca primerenca de l'ancestre comú de les altres quatre espècies. Es reconeixen dues subespècies de la magnífica, tres subespècies de la menor i cinc subespècies de la fregata gran.
| Espècies vives de fregates                           |        | | |
| Noms comuns i binomials                              | Imatge | Descripció | Distribució |
| Fregata magnífica(Fregata magnificens) Mathews, 1914 |        | Amb una longitud corporal de 89–114 cm, és l'espècie més gran i té el bec més llarg. El mascle adult és tot negre amb un sac gular escarlata que s'infla com un globus a l'època de reproducció. Tot i que les plomes són negres, les plomes escapulars tenen una brillantor porpra, en contrast amb la brillantor verda del fregata gran mascle. La femella és de color negre marronós, però té el pit blanc i els costats inferiors del coll, una banda marró a les ales i un anell ocular de color gris blau. | Estès a l'Atlàntic tropical, es reprodueix en colòniesd'arbres a Florida, el Carib i les illes de Cap Verd, així com al llarg de la costa del Pacífic de les Amèriques des de Mèxic fins a l'Equador, incloses les illes Galápagos.   |
| Fregata de l'Ascensió(Fregata aquila) (Linné, 1758)  |        | A part de la seva mida més petita, el mascle adult és molt semblant a la magnífica fregata. La femella és de color negre marronós amb el mantell i el pit marró rovellat, i normalment no té cap taca blanca present a la part davantera de les femelles d'altres espècies. La femella ocasional observada amb el ventre blanc pot estar reproduint abans d'obtenir el plomatge adult complet. | Es troba a l'illa Boatswain Bird, just al costat de l'illa de l'Ascensió, a l'oceà Atlàntic tropical, sense haver criat a l'illa principal des de la dècada de 1800.                                                                  |
| Fregata de Christmas(Fregata andrewsi) Mathews, 1914 |        | El mascle adult és l'única espècie d'ocell fregata amb blanc al ventre: un pegat en forma d'ou. És més gran i amb un bec més llarg que la gran fregata relacionada. Les seves parts superiors són negres amb una brillantor metàl·lica verda al mantell i als escapulars. La femella té les parts superiors fosques amb barres d'ala marrons, el cap negre amb el ventre blanc i el coll blanc (de vegades incomplet) al voltant del coll.                                                                       | Es reprodueix només a l'illa Christmas a l'oceà Índic oriental. |
| Fregata gran(Fregata minor) (Gmelin, 1789)           |        | El mascle adult té les parts superiors negres amb una brillantor metàl·lica verda al mantell i als escapulars. És completament negre per sota amb una subtil barra marró a les axil·lars. Les parts superiors de la femella són fosques amb barres d'ala de color marró més clar. El seu cap és negre amb la gola i el ventre tacats. El coll té un coll blanc. | Es troba als oceans tropicals Índic i Pacífic, així com a una colònia , Trindade i Martim Vaz, a l'Atlàntic sud, generalment on l'aigua és més càlida que 22 °C (72 °F)., i cria a illes i atols amb vegetació suficient per niar-hi. |
| Fregata petita(Fregata ariel) (GRGray, 1845)         |        | Amb una longitud corporal d'uns 75 cm, és l'espècie més petita. El mascle adult té les parts superiors negres amb una brillantor metàl·lica de color verdós a violeta al mantell i als escapulars, i és negre a sota, excepte els esperons axil·lars blancs. Les parts superiors de la femella són fosques amb barres d'ala més clares. El cap és negre mentre que el ventre i el coll són blancs. | Aigües tropicals i subtropicals a través dels oceans Índic i Pacífic. La raça atlàntica trinitatis es limitava a Trindade, a l'est del Brasil, però ara podria estar extinta.                                                         |

## Descripció

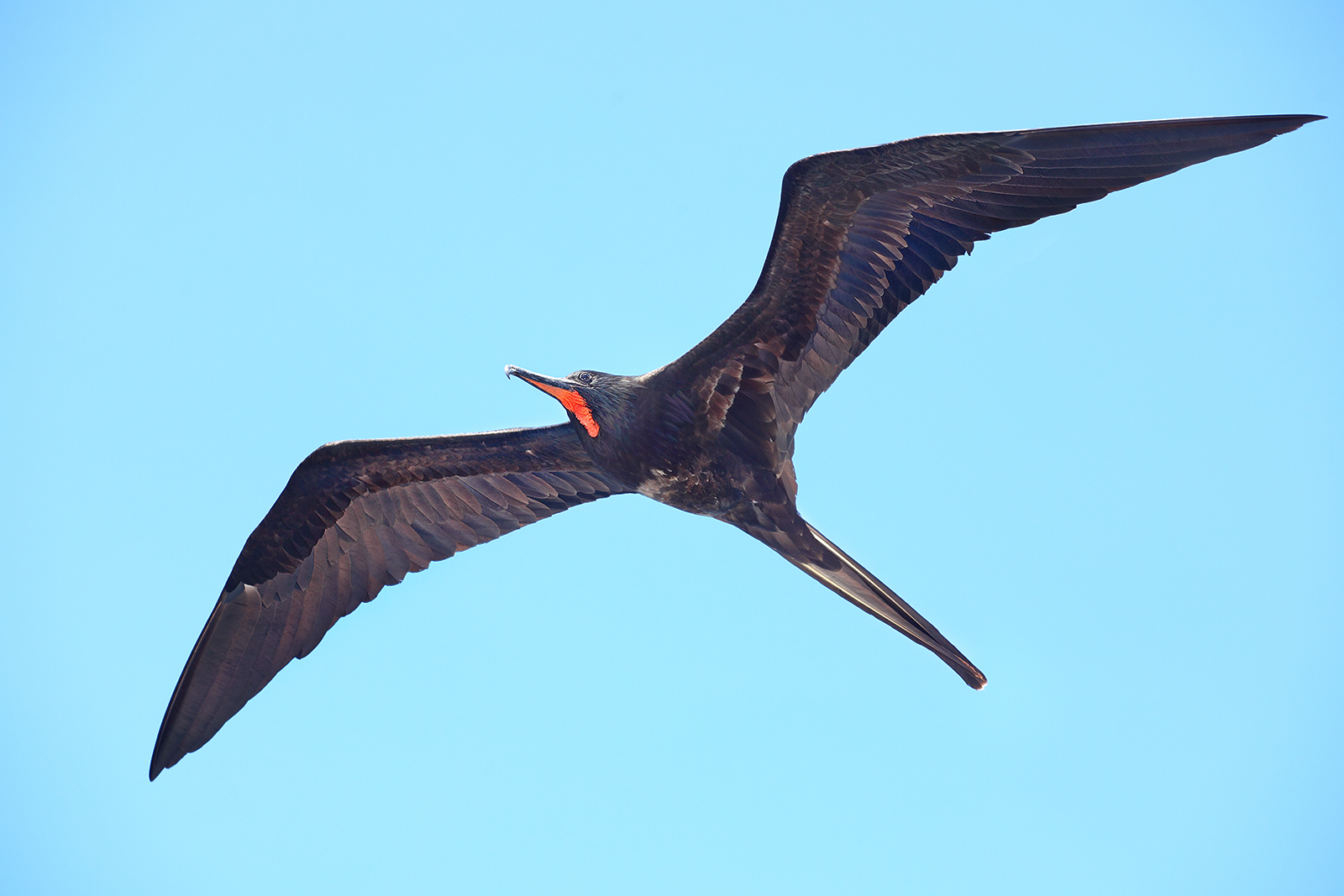
Magnífica fregata mascle a les illes Galápagos

Les fregates són ocells marins grossos i prims, majoritàriament de plomatge negre, i les cinc espècies tenen una aparença semblant. L'espècie més gran és la fregata magnífica, que arriba als 114 cm de llargada, i tres dels quatre restants gairebé són igual de grossos. La fregata petita és substancialment més petita, al voltant de 71 cm de llarg. Les fregates presenten un marcat dimorfisme sexual; les femelles són més grosses i fins a un 25 per cent més pesades que els mascles, i generalment tenen marques blanques a la part inferior. Les fregates tenen el coll curt i els becs llargs i esvelts. Les seves ales llargues (l'envergadura masculina pot arribar als 2,3 metres) i s'aprimen a les puntes. Les seves ales tenen onze plomes de vol primàries, la desena la més llarga i l'onzena només una ploma vestigial, i 23 secundàries. Les seves cues estan bifurcades, tot i que això no és evident si la cua no està completament desplegada. La cua i les ales els donen una silueta distintiva amb forma «W» mentre volen. Els peus totipalmàtics són i febles, la membrana intervertebral és reduïda i cada dit té una part lliure.
Els ossos de les fregates són molt pneumàtics, un fet que els fa molt lleugers i representen només el 5% al pes corporal total. Tenen una cintura escapular forta, ja que els seus ossos estan fusionats. Els músculs pectorals estan ben desenvolupats i pesen tant com les plomes de la fregata: al voltant de la meitat del pes corporal es compon igualment per aquests músculs i plomes. Els mascles tenen unes bosses a la gola inflables de color vermell anomenades sacs gulars, que s'inflen per atreure les femelles durant l'època d'aparellament. El sac gular és, potser, la característica més sorprenent de la fregata. Aquests només es poden desinflar lentament, de manera que això obliga els mascles a volar amb les bosses esteses durant un temps.
Les fregates romanen a l'aire i no descansen a l'aigua. Les seves glàndules uropigials produeixen molt poc oli, de manera que les seves plomes s'embolicarien si s'assentessin a la superfície. A més, amb les seves ales llargues amb relació a la mida del cos, tindrien moltes dificultats per tornar a enlairar-se.

## Distribució i hàbitat
Les fregates es troben sobre oceans tropicals i passen per corrents ascendents càlids sota cúmulus. La seva distribució coincideix amb la disponibilitat d'aliments com els peixos voladors, i amb els vents alisis, que proporcionen les condicions de vent que faciliten el seu vol. Es troben rarament en regions temperades i no es troben a les latituds polars. Els adults són generalment sedentaris, romanent a prop de les illes on es reprodueixen. No obstant això, s'han registrat fregates mascles dispersant-se a grans distàncies després de sortir d'una colònia reproductora: una fregata gran mascle es va traslladar de l'illa Europa al canal de Moçambic a les Maldives a 4.400 km de distància, i una fregata magnífica mascle va volar 1.400 km de la Guaiana Francesa a Trinitat. El 2015, es va veure una fregata magnífica que va arribar fins a Michigan. Es va trobar que fregates grans marcades amb etiquetes d'ala a l'illa Tern, als French Frigate Shoals, viatjaven regularment a 873 km a l'atol Johnston, encara que se'n va informar d'un a Quezon City a les Filipines. Les proves genètiques semblen indicar que l'espècie té fidelitat al seu lloc d'eclosió, malgrat la seva alta mobilitat. Els ocells joves poden dispersar-se lluny, amb distàncies de fins a 6.000 km gravat.

## Comportament i ecologia

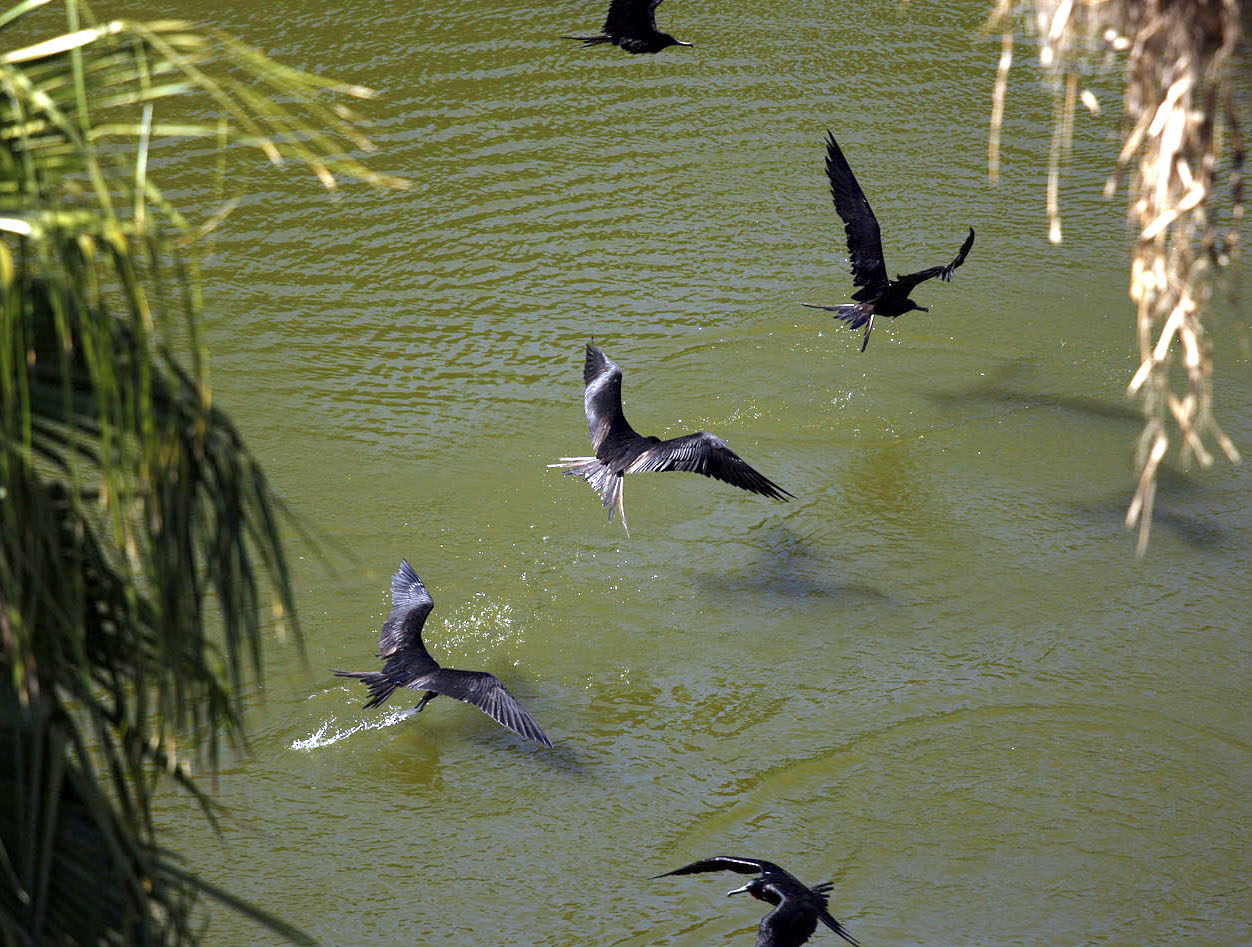
Fregates magnífiques bevent aigua dolça

Té la proporció més gran de superfície d'ala i pes corporal de qualsevol ocell, les fregates són essencialment aèries. Això els permet volar contínuament i batre poc les ales. Una fregata gran, rastrejada per satèl·lit a l'oceà Índic, va romandre volant durant dos mesos. Poden volar més de 4.000 metres en condicions de congelació. Com els falciots, poden passar la nit volant, però tornaran a una illa per dormir als arbres o als penya-segats. Les observacions de camp al canal de Moçambic van trobar que les fregates grans podrien romandre volant fins a dotze dies mentre s'alimentaven.Fan servir les seves cues bifurcades per dirigir durant el vol i fan batecs d'ales forts i profunds, encara que no són aptes per volar amb aleteig sostingut. Les fregates es banyen i es netegen volant baix i esquitxant a la superfície de l'aigua abans d'empolainar-se i esgarrapar-se després. Per contra, les fregates no neden i amb les seves potes curtes no poden caminar bé ni enlairar-se del mar amb facilitat.
Segons un estudi de la revista Nature Communication, els científics van connectar un acceleròmetre i un dispositiu de prova d'electroencefalograma a nou fregates grans per mesurar si dormien durant el vol. L'estudi va trobar que els ocells dormen, però normalment només utilitzen un hemisferi del cervell alhora i acostumen a dormir mentre ascendeixen a altituds més altes. La quantitat de temps que dormia a l'aire era menys d'una hora i sempre a la nit.
Se'n desconeix l'esperança de vida mitjana, però en comú amb les aus marines com l'albatros viatger i l'ocell de tempesta boreal, les fregates són de llarga vida. L'any 2002, es van recuperar 35 fregates grans anellades a l'illa Tern a les illes Hawaii. D'aquestes, deu tenien més de trenta-set anys i una, almenys, quaranta-quatre anys.
Tot i tenir un plomatge fosc en un clima tropical, les fregates han trobat maneres de no sobreescalfar-se, sobretot perquè estan exposades a la llum solar plena quan estan al niu. Estarrufen les plomes per allunyar-les de la pell i millorar la circulació de l'aire, i poden estendre i girar les ales per exposar la superfície inferior calenta a l'aire i perdre calor per evaporació i convecció. Les fregates també col·loquen el cap a l'ombra de les ales, i els mascles solen aletejar els seus sacs gulars.

### Comportament de cria

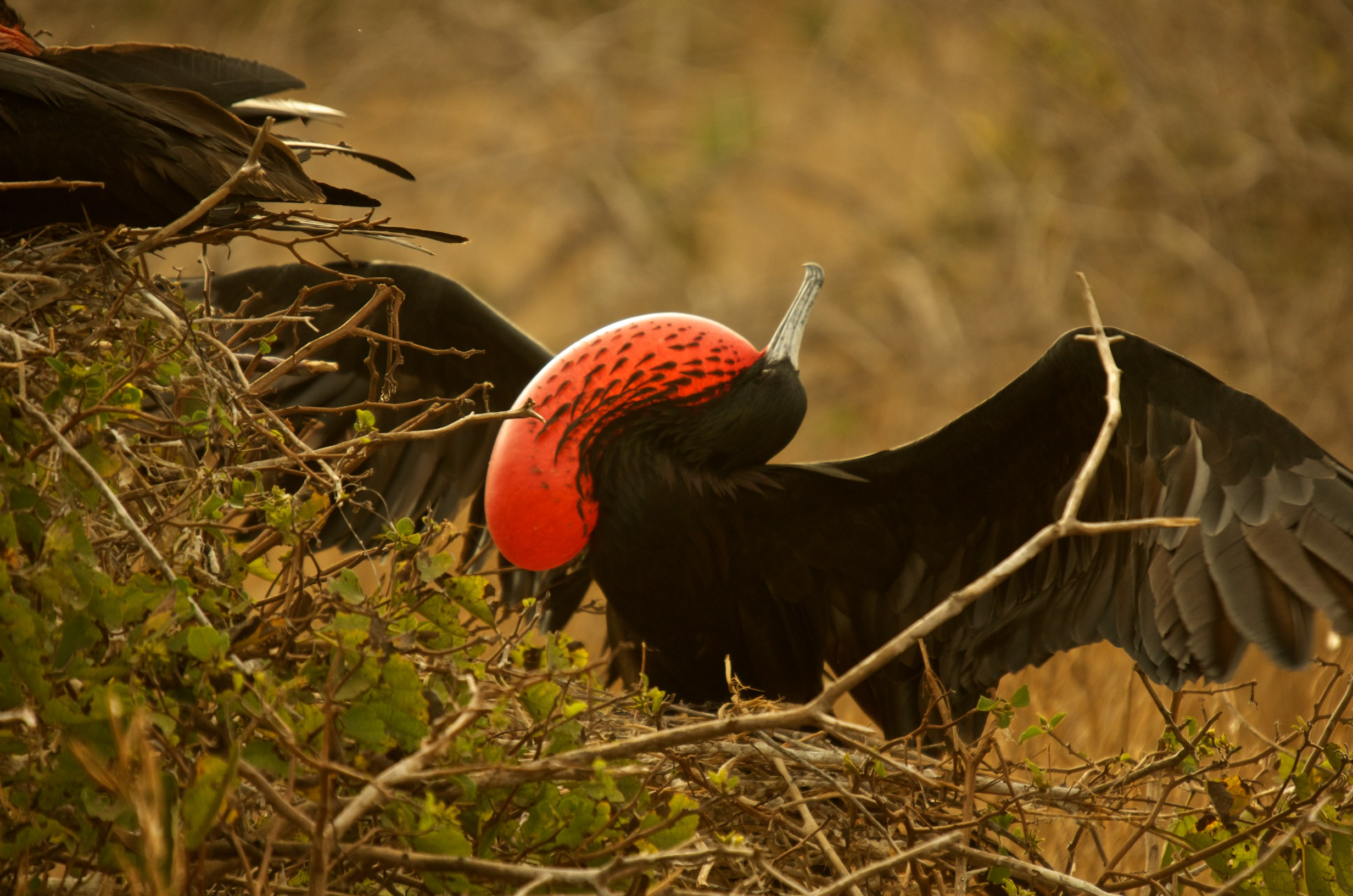
Magnífica exhibició de reproducció de mascles de fregata

Les fregates solen reproduir-se a illes oceàniques remotes, generalment en colònies de fins a 5.000 ocells. Dins d'aquestes colònies, sovint nidifiquen en grups de 10 a 30 (o rarament 100) individus. La cria es pot produir en qualsevol època de l'any, sovint provocada per l'inici de l'estació seca o per menjar abundant.
Les fregates tenen les exhibicions d'aparellament més elaborades de totes les aus marines. Els ocells mascles s'instal·len a la colònia en grups de fins a trenta individus. Es mostren a les femelles que volen sobre el seu cap apuntant els seus becs cap amunt, inflant les seves bosses vermelles de la gola i fent vibrar les ales esteses, mostrant les superfícies inferiors de les ales més lleugeres en el procés. Produeixen un so de tambor fent vibrar els seus becs junts i de vegades fan un xiulet. La femella baixa per unir-se a un mascle que ella ha escollit i li permet ficar el bec dins del seu. La parella també es dedica a la sacseig de cap mutu.
Després de la còpula, generalment és el mascle qui recull els pals i la femella qui construeix el niu de teixit fluix. El niu és posteriorment cobert i cimentat amb guano. Les fregates prefereixen niar als arbres o arbustos, encara que quan no en tenen a l'abast també en fan a terra. Ponen ous blancs que pesen fins al 6–7% de la massa corporal de la mare i és incubatper torns per les dues aus durant 41–55 dies. Els pollets altricials estan nus a l'eclosió i desenvolupen un plomatge blanc. Els pares els cuiden contínuament durant les primeres 4–6 setmanes i s'alimenten al niu durant 5–6 mesos. Els dos pares s'alimenten per torns durant els primers tres mesos, després dels quals el mascle deixa de participar en l'alimentació i és la femella qui alimenta les cries durant sis o nou mesos de mitjana. Els pollets s'alimenten agafant el menjar parcialment regurgitat directament de la gola dels seus pares. Es necessita tant de temps per criar un pollet que les fregates generalment es reprodueixen cada dos anys.

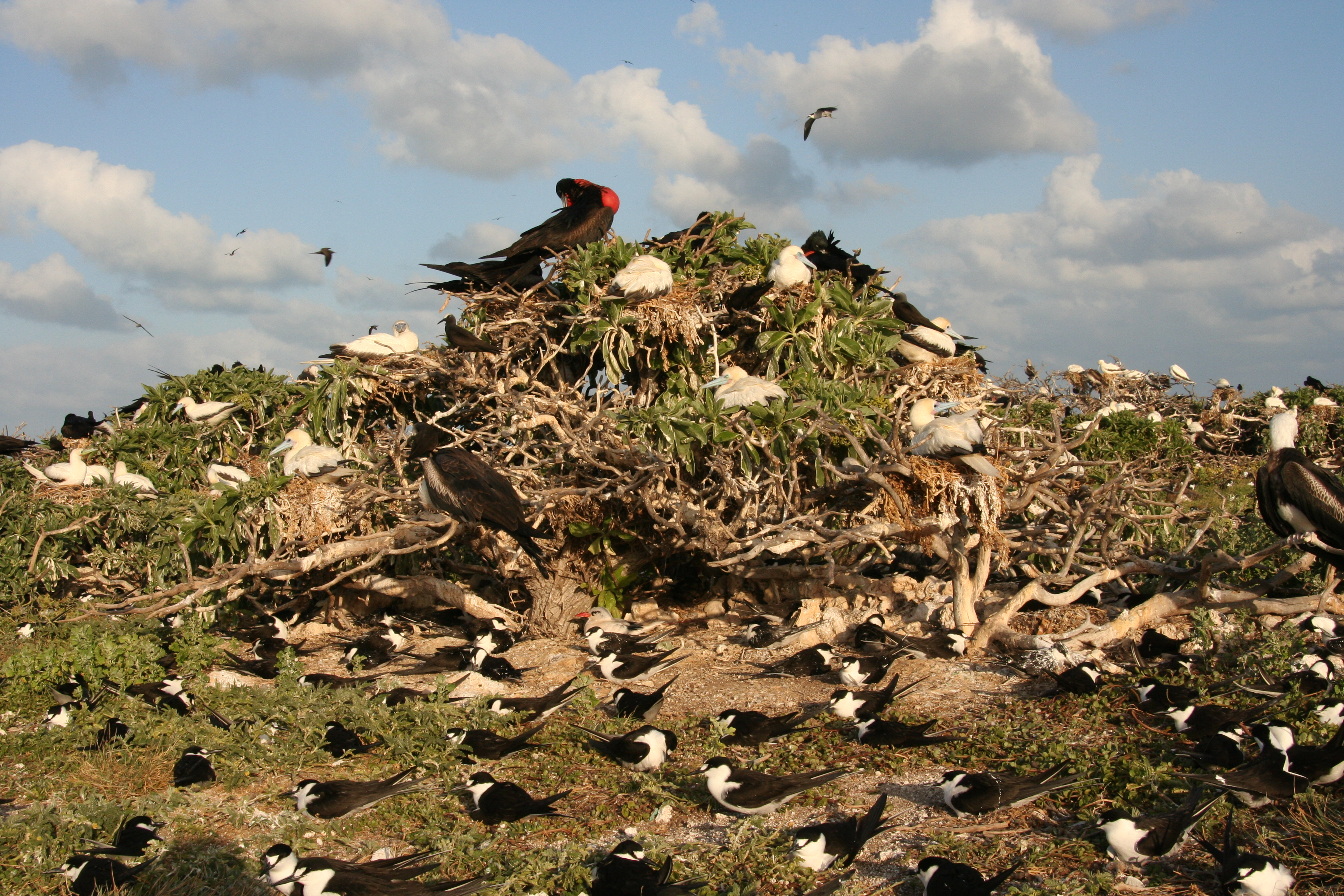
Colònia d'ocells marins amb fregates grans, ocells tròpics de cua vermella, piquers de peus vermells, xarrans de xatrac i capes negres, bancs de fregates franceses

La durada de la cura parental en les fregates és una de les més llargues per als ocells, només rivalitzant amb el calau terrestre meridional i alguns accipítrids grans. Les fregates triguen molts anys a assolir la maduresa sexual. Un estudi de fregates grans a les illes Galápagos va trobar que només es reproduïen un cop han adquirit tot el plomatge adult. Això ho van aconseguir les femelles quan tenien entre vuit i nou anys i els mascles quan tenien entre deu i onze anys.

### Alimentació

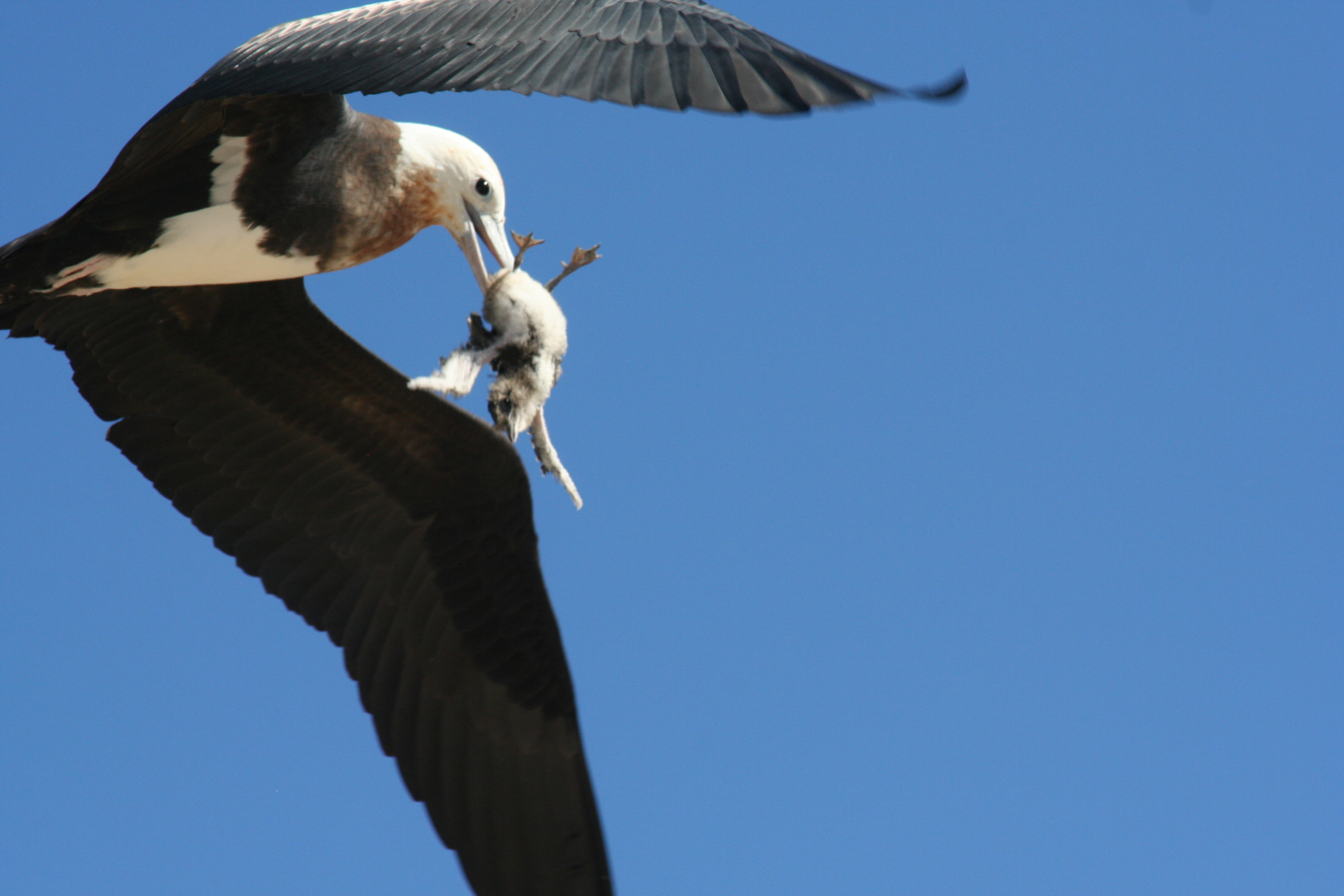
Un gran ocell fregata immadur arrabassant un pollet de xatrac sutge

Els hàbits d'alimentació de les fregates són pelàgics i poden alimentar-se fins a 500 km de la costa. No aterren a l'aigua, sinó que arrabassen preses de la superfície de l'oceà amb els seus becs llargs i amb forma de ganxo. Principalment capturen peixos petits com els peixos voladors, particularment els gèneres Exocoetus i Cypselurus, que són impulsats a la superfície per depredadors com la tonyina i el dofí, però també mengen cefalòpodes, especialment calamars.També s'alimenten de menhaden del gènere Brevoortia, meduses i plàncton gros. Les fregates han après a seguir els vaixells pesquers i agafar peixos de les zones de retenció. Per contra, els pescadors de tonyina pesquen en zones on albiren fregates a causa de la seva associació amb grans depredadors marins. De vegades, les fregates també s'alimenten directament d'ous i cries d'altres aus marines, inclosos els sules, els petrells, les baldrigues i els xatracs, en particular el xatrac fosc.
Les fregates robaran les seves captures a altres ocells marins com els sules, en particular els mascarells cama-roig, els ocells tropicals, les baldrigues, els petrells, els xatracs, les gavines i fins i tot les àguiles peixateres, utilitzant la seva velocitat i maniobrabilitat per córrer i assetjar les seves víctimes fins que regurgiten el contingut de l'estómac. Poden atacar els seus objectius després d'haver agafat el seu menjar o fer voltes per sobre de colònies d'ocells marins esperant que els ocells progenitors tornin carregats de menjar. Tot i que les fregates són famoses pel seu comportament alimentari cleptoparàsit, no es creu que el cleptoparasitisme ocupi una part important de la dieta de cap espècie, sinó que és un complement dels aliments obtinguts per la caça. Un estudi de les fregates grans que robaven de mascarells emmascarats va estimar que les fregates podien obtenir com a molt el 40% del menjar que necessitaven i, de mitjana, només obtenien el 5%.
A diferència de la majoria d'altres ocells marins, les fregates beuen aigua dolça quan en troben, descendint i engolint-la amb els becs.

### Paràsits
Les fregates són una espècie inusual entre les aus marines, ja que sovint porten paràsits sanguinis. S'han recuperat protozous del gènere Haemoproteus transmesos per la sang de quatre de les cinc espècies. Els polls d'ocells ischnoceradel gènere Pectinopygus i amblycera del gènere Colpocephalum i l'espècie Fregatiella aurifasciata s'han recuperat de fregates magnífiques i grans de les Illes Galápagos. Les fregates tendeixen a tenir més paràsits que els mascarells analitzats en el mateix estudi. L'estiu de 2005 es va registrar una gran mortalitat de pollets en una colònia gran i important de fregata magnífica, situada a l'Illa del Gran Conestable davant de la Guaiana Francesa. Els pollets van mostrar lesions nodulars de la pell, pèrdua de plomes i canvis a la còrnia, amb al voltant de la meitat de la descendència de l'any morint a tota la colònia. Es va aïllar un alfaherpesvirus i es va anomenar provisionalment Fregata magnificensherpesvirus, encara que no estava clar si va causar el brot o va afectar ocells que ja patien desnutrició.

## Estat i conservació

### Poblacions i amenaces
Dues de les cinc espècies es consideren en risc. L'any 2003, un estudi de les quatre colònies de fregates de l'illa de Nadal, en perill crític, va comptar 1.200 parelles reproductores. Com que les fregates es reprodueixen normalment cada dos anys, s'estima que la població adulta total oscil·la entre 1800 i 3600 parelles. Antigament, a l'illa s'hi criaven un nombre més gran, però l'eliminació de l'hàbitat de cria durant la Segona Guerra Mundial i la contaminació per pols de la mineria de fosfats han contribuït a la disminució de l'espècie. La població de la vulnerable fregata de l'Ascensió s'ha estimat en uns 12.500 individus. Els ocells antigament criaven a la mateixa illa de l'Ascensió, però les colònies van ser exterminades per gats ferals introduïts el 1815. Els ocells van continuar criant en un aflorament rocós a la costa de l'illa. Un programa dut a terme entre 2002 i 2004 va erradicar els gats ferals i alguns ocells han tornat a niar a l'illa.
Les altres tres espècies estan classificades per la Unió Internacional per a la Conservació de la Natura com a «Menor preocupació». Les poblacions de totes tres són grans, amb la de la fregata magnífica que es creu que està augmentant,mentre que la fregata gran i petita disminueix. El seguiment de les poblacions de totes les espècies és difícil a causa dels seus moviments a través de l'oceà i la baixa reproductibilitat. L'estat de les poblacions atlàntiques de fregates grans i petites és desconegut i possiblement extingit.
Com que les fregates depenen de grans depredadors marins com la tonyina per a les seves preses, la sobrepesca amenaça d'afectar significativament la disponibilitat d'aliments i posar en perill poblacions senceres. Com que les fregates nien en grans colònies denses en àrees petites, són vulnerables als desastres locals que podrien acabar amb les espècies estranyes o afectar significativament les més esteses.

### Cacera
A Nauru, la captura de fregates era una tradició important que encara es practica fins a cert punt. Donald W. Buden escriu: «Els ocells solen capturar-se llançant l'extrem pesant d'una bobina de línia contra l'ocell que s'acosta atret pels ocells capturats prèviament que s'utilitzen com a esquers. En un llançament reeixit, la línia s'enreda al voltant de l'ala de l'ocell i la porta [sic] a terra.» Els ocells marins, incloses les fregates, van ser caçats com a aliment a l'illa Christmas, però aquesta pràctica va cessar a finals de la dècada de 1970. Els ous i les cries de les fregates magnífiques van ser agafades i menjades al Carib. Les fregates grans es menjaven a les illes Hawaii i les seves plomes s'utilitzaven com a decoració.

## Importància cultural

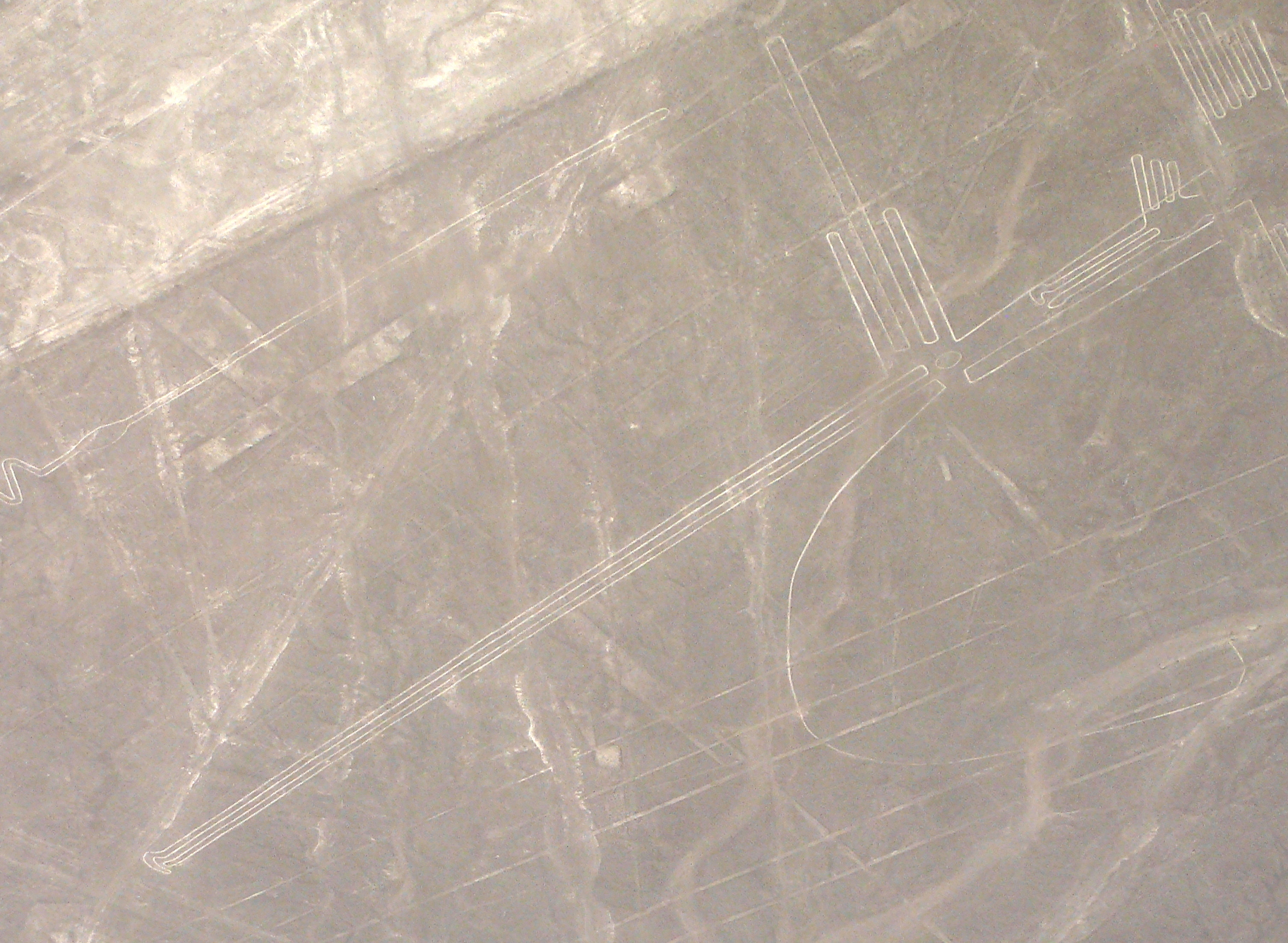
fregata pintada al desert de Nazca.

La fregata apareix a la bandera nacional de Kiribati. El disseny es basa en el seu antic escut colonial de les illes Gilbert i Ellice. L'ocell també apareix a la bandera de Barbuda, i és l'ocell nacional d'Antigua i Barbuda.
Hi ha informes anecdòtics de fregates domesticades que es mantenen a la Polinèsia i Micronèsia al Pacífic. Si un ocell que havia vingut d'una illa i havia estat portat a un altre lloc, és probable que tornés de manera fiable a la seva llar original, un fet que s'utilitzaria com una forma ràpida de transmetre-hi missatges. Hi ha proves d'aquesta pràctica que té lloc a les illes Gilbert i Tuvalu.
La fregata magnífica era venerada pel poble Rapa Nui a l'illa de Pasqua; les talles de l'home ocell Tangata manu el representen amb el característic bec amb forma de ganxo i sac a la gola. La seva incorporació a les cerimònies locals suggereix que l'espècie ara desapareguda hi existia entre els anys 1800 i 1860.
El folklore marítim de l'època del contacte europeu amb les Amèriques sostenia que les fregates eren ocells de bon auguri, ja que la seva presència significava que la terra estava a prop.